# Industry (Texas)
Industry es una ciudad ubicada en el condado de Austin en el estado estadounidense de Texas. En el Censo de 2010 tenía una población de 304 habitantes y una densidad poblacional de 108,58 personas por km².

## Geografía
Industry se encuentra ubicada en las coordenadas 29°58′3″N 96°29′50″O / 29.96750, -96.49722. Según la Oficina del Censo de los Estados Unidos, Industry tiene una superficie total de 2.8 km², de la cual 2.76 km² corresponden a tierra firme y (1.3%) 0.04 km² es agua.

## Demografía
Según el censo de 2010, había 304 personas residiendo en Industry. La densidad de población era de 108,58 hab./km². De los 304 habitantes, Industry estaba compuesto por el 67.43% blancos, el 20.72% eran afroamericanos, el 0% eran amerindios, el 0% eran asiáticos, el 0% eran isleños del Pacífico, el 9.87% eran de otras razas y el 1.97% pertenecían a dos o más razas. Del total de la población el 20.07% eran hispanos o latinos de cualquier raza.